# Старецът и морето
„Старецът и морето“ (анг.: The old man and the Sea) е новела от Ърнест Хемингуей.
Написана през 1951 година в Куба, тя е сред най-добрите произведения на Хемингуей. Авторът получава нобелова награда за литература през 1954 г.

## Сюжет
Внимание:  Текстът по-долу разкрива сюжета на произведението (или части от него)!
Основните герои в творбата са старият рибар Сантяго и момче на име Манолин. Двамата са добри приятели и често излизат в морето за риба. Момчето помага на стареца в живота и често двамата обсъждат бейзболните мачове. Единствената прехрана на Сантяго е риболовът, a парите, които ще получи, зависят само от слуката в морето. След като 84 дни старецът не е успял да улови нищо, той се решава да навлезе навътре в океана, където вярва, че ще има големи риби.
На 85-ия ден Сантяго приготвя рано сутринта скифа си и навлиза навътре в Гълфстрийм. Не след дълго на заложената примамка се хваща огромен марлин. Рибата завлича лодката навътре в океана, а старецът я задържа със сетни сили и очаква рибата да се измори и да излезе от дълбините.
Старецът удържа рибата 3 дни, като се храни със сурова риба, уловена от по-малките му въдици. На 3-тия ден рибата излиза на повърхността, като дава възможност на Сантяго да види големината ѝ. Марлинът започва да върти скифа в кръг, а старецът с почти свършили сили успява да я издърпа до лодката и да я умъртви с харпуна.
Сантяго завързва рибата до лодката и поема към брега. По пътя среща акула, която откъсва парче от марлина. Старецът я убива с харпуна си, но вече рибата кърви и остава диря, която привлича още акули. Той убива още няколко, но докато стигне до брега, от рибата е останал само огромният скелет.
Старецът се прибира изтощен, а на другия ден момчето го навестява и му съобщава, че са го търсили с хеликоптери. Другите рибари поднасят съболезнованията си, а новелата завършва с описание на Сантяго, който сънува африканския плаж и лъвове.

## Символизъм
Сантяго е представен като непобедим и победен герой. В непосилната борба за улавянето на рибата той излиза победител, но акулите изяждат улова му. При завръщането си към дома той пада няколко пъти на земята, носейки мачтата си, което символизира христовите мъки.
Марлинът е символ на християнството още от древността, а морето – мястото, където е започнал животът. Сантяго обича големия марлин като брат, както Бог обича децата си. Епичната битка между него и рибата напомня за непобедимата воля и вяра на човек. Старецът е готов по-скоро да умре, отколкото да се откаже.